# Ayaka LIVE Tour “First Message”
『ayaka LIVE Tour “First Message”』は、日本のシンガーソングライター、絢香のライブビデオ。2007年4月4日にワーナーミュージック・ジャパンよりリリースされた。

## 概要
- 2006年に行われた絢香のライブハウスツアーのうち12月13日にSHIBUYA-AXで行われたライブを録画したものである。
- 初回版として限定映像がついたものが発売されている。

## 収録曲
- 通常盤、限定盤ともに収録されている曲を示す。

1. Opening〜message
2. Start to 0(Love)
3. Story
4. 君のパワーと大人のフリ
5. Stay with me
6. melody
7. Sha la la
8. TO BE WITH YOU
9. 永遠の物語
10. ブルーデイズ
11. I believe
12. 時を戻して
13. 1・2・3・4
14. Let's go to party
15. ライラライ
16. Real voice
17. Peace loving people
18. 三日月